# Ишби-Эрра
Ишби-Эрра — основатель и первый царь государства Исин, правивший приблизительно в 2018—1985 годах до н. э.

## Биография

### Ишби-Эрра провозглашает себя царём

Древнее Междуречье

Ишби-Эрра был сановником при дворе последнего царя III династии Ура Ибби-Суэна, он называет себя «слугой Ибби-Суэна». Ибби-Суэн в своём письме называет его «человеком Мари», имея в виду то ли его происхождение из этого города, то ли, что он был правителем (губернатором) в этом городе. Ибби-Суэн особенно подчеркивает, что Ишби-Эрра был «не шумерского семени». Его имя аккадское и означает «Насытился (бог чумы) Эрра». Такое имя давали ребёнку, родившемуся после того, как старшие дети умерли от эпидемии.
В 2022 году до н. э. Ишби-Эрра был послан в западные районы Двуречья с поручением закупить зерно у общинников для государственного хозяйства, так как в Уре в это время из-за нашествия аморейских племен свирепствовал голод. Потратив 20 талантов (606 кг) серебра он закупил большое количество ячменя (72 000 гур зерна, то есть свыше 18 млн литров) по недорогой цене — 1 гину или сикль (8,4 г) серебра за 1 гур (252,6 л) зерна — и свёз его в маленький окружной центр Исин, на одном из каналов, недалеко от древнего Ниппура. Купленного зерна, по словам самого Ишби-Эрры, хватило бы на 15 лет прокорма людей дворца и горожан Ура. Из Исина Ишби-Эрра потребовал у Ибби-Суэна предоставить ладьи для перевозки хлеба в столицу, а заодно поставить его главным над стражей Исина и Ниппура, чтобы охранять зерно. Судов у царя не оказалось. Тогда Ишби-Эрра, почувствовав свою силу, отложился от Ура и сам объявил себя царём.
Уже в 2021 году до н. э. Ишби-Эрра фактически царствовал, сначала осторожно называя себя «лугалем своей страны». Вскоре Ишби-Эрра захватил город Ниппур. В его руках оказались не только храмовые богатства, но царская сокровищница, как предполагают сооруженная здесь ещё Шульги. Мало того, захватив священный город Ниппур, Ишби-Эрра приобрёл право на титул царя Шумера. В 2018 году до н. э. он принял полную царскую титулатуру и ввёл собственные датировочные формулы. На цилиндрической печати одного из его чиновников присутствует следующая надпись:

«О Ишби-Эрра, могучий царь, царь четырёх сторон света, Шу-Эрра, военный наместник (шагин), сын Турам-или, твой раб.»
Оттиск этой печати сделан на табличке, датированной 7-м годом правления Ишби-Эрры (ок. 2012/2011 год до н. э.). Данный факт свидетельствует о том, что он присвоил себе царскую титулатуру ещё тогда, когда Ибби-Суэн правил в Уре. Кроме того, имя Ишби-Эрры выписывается с детерминативом бога. На другой печати он, подобно царям Ура, назван «богом своей страны» (дингир-калам-ма-на). Её владельцем был некий Ишби-Эрра-малик («Ишби-Эрра — мой наставник»), который не мог получить это имя при рождении, а принял его, чтобы подольститься к царю.

### Расширение границ Исина
Многие энси перешли на сторону Ишби-Эрры. Вот как описывает действия Ишби-Эрры Пузур-Нумушда энси Казаллу своему сюзерену Ибби-Суэну:

«Он (Ишби-Эрра) построил стену Исина (и) назвал её именем Идилпашнуну („Отражение их лиц“). Он захватил Ниппур, поставил над ним стражу и произнёс все повеления (?) — он захватил Ниппур. Он взял Зиннума, энси Субира в плен, ограбил Хамази; вернул на свои прежние должности Нарахи — энси Эшнунны, Шу-Энлиля — энси Киша, Пушур-Туту — энси Бадзи Аббы. Ишби-Эрра встал во главе войска. Захватил берега Тигра и Евфрата, каналов Нунму и Ме-Энлиль. А Инди-Малги вступил в … (Когда) Гирбубу, энси Гиркаля, оказал сопротивление, он (Ишби-Эрра) отсек … (и) схватил его. Он наводил на меня ужас; он держит меня под присмотром.»— Письмо Пузур-Нумушды Ибби-Суэну
В конце концов Пузур-Нумушда также признал власть Ишби-Эрры.
Ишби-Эрра продолжил укреплять своё царство. Он нанёс поражение амореям (8 год его правления — 2011/2010 год до н. э.), царству Кимаш (около совр. Киркука) и эламитам (16 год его правления — 2003/2002 год до н. э.). Он осушал поля (10 год, 2009/2008 год до н. э.) и делал подношения храмам, желая получить поддержку жреческих кругов. Многие его датировочные формулы получили название по постройкам городских стен принадлежащих ему городов и укреплений.
После падения Ура и пленения Ибби-Суэна эламитами (ок. 2003 г. до н. э.), государство Ишби-Эрры осталось единственным крупным царством в Месопотамии (если не считать расположенных на его окраинах царств Эшнунны и Дера).
Несколько лет спустя Ишби-Эрра выбил эламский гарнизон из Ура и присоединил этот город к своему царству (27 год его правления — 1992/1991 год до н. э.), подтвердив таким образом свой сюзеренитет над Шумером и Аккадом. О взаимоотношениях Ишби-Эрры и Киндатту, царя древнего Элама из династии Симашки рассказывает поэма «Ишби-Эрра и Киндатту», но текст поэмы сильно разрушен и не представляется возможным на её основе интерпретировать правильный ход событий этих взаимоотношений.
Ишби-Эрра охотно принял царственные привилегии предыдущих царей III династии Ура, введя царскую похвалу в поэзию и гимны божествам (семь из которых сохранились). Из соображений престижа, по примеру Ибби-Суэна, он назначил свою дочь Эн-барази эгеситу-жрицей Ана (Ану), что было отмечено в 22-й год его правления (1997/1996 год до н. э.). Однако, от его правления сохранилась только одна царская надпись, посвящённая строительству большой лиры для Энлиля (IM 5833). 
В правление Ишби-Эрры была составлена Туммальская надпись. Судя по содержанию надписи, Ишби-Эрра решил подвести итог всему тому, что было построено на протяжении прошедших столетий в ансамбле храмов Энлиля, и в особенности рассказать об истории многократно восстановленного Туммаля, принадлежавшего богини Нинлиль.
Он выдал свою дочь за суккаля Элама Хумпаншимти (предположительно сына или брата Хутран-темпти — покорителя Ура), что однако не помешало ему в том же году нанести поражение Эламу.

### Внутреннее устройство государства Исин
Новое царство I династии Исина старалось во всём подражать царям III династии Ура, но такого могущества правители Исина достичь уже не могли. При нём снова получили экономическое самоуправление храмы. К установленному при царях Ура единому пантеону богов была прибавлена лишь богиня покровительница Исина — Нин-Инсина — местная ипостась — богини врачевания Гулы и большое значение получил родовой бог династии среднеевфратовский Даган.
Ишби-Эрра мог в неизменном виде использовать бюрократическую систему , созданную правителями Ура. В хозяйственных текстах, найденных в Иссине, встречаются те же слова и формулы, которые использовались чиновниками в правление III династии Ура. В источниках встречаются упоминания о гонцах, отправляющихся в различные пункты, расположенные внутри страны и за её пределами. Ишби-Эрра позаимствовал у представителей III династии Ура и институт посыльных. Канцелярии оставались шумерскими, хотя мало кто говорил уже на этом языке. Мастерские, где работали гуруши, остались прежними. Таким образом, перенос столицы из Ура в Исин не привёл к каким-либо изменениям в системе управления государством. Но многое и изменилось: уже не было возможности сохранять громадные царские рабовладельческие полевые хозяйства; оставшаяся земля раздавалась отдельным лицам, которые вели на ней частные хозяйства, не глядя на то, что эта земля была в данном случае собственностью государства; случалось, что такую «царскую» землю даже перепродавали. На общинной земле частные хозяйства оправились, в то время как государственное ещё долго не удавалось наладить.
Поскольку централизованное распределение продукта стало невозможным, начали развиваться обмен и торговля. Амореи, захватившие поля, не поддерживали ирригацию, пашни стали сохнуть и скоро не годились даже как овечьи пастбища. Чтобы прокормиться, амореи стали наниматься в воины к исинскому царю и к другим наместникам городов.
Согласно Царскому списку и Списку царей Ура и Исина Ишби-Эрра правил 33 года, хотя один из вариантов списка (P5) отводит ему 32 года.

## Список датировочных формул Ишби-Эрра
В Исине был обнаружен архив ремесленной мастерской (giš-kin-ti), состоящий из 920 табличек, тексты которых датированы начиная с 4 года Ишби-Эрры и до 3 года Шуилишу, то есть в течение 33 лет. Таблички содержат записи поступлений и выдачу изделий из кожи, мебель, корзины, циновки и другие товары изготовленные из их сырья. Эти данные были использованы для определения правильной последовательности названий годов Ишби-Эрры.
|                             | |
| 1 год 2018 / 2017 до н. э.  | Название года до сих пор неизвестно mu |
| 2 год 2017 / 2016 до н. э.  | Название года до сих пор неизвестно mu |
| 3 год 2016 / 2015 до н. э.  | Название года до сих пор неизвестно mu |
| 4 год 2015 / 2014 до н. э.  | Год, когда Гиртаб был разрушен mu gir13-tabki ba-hul |
| 5 год 2014 / 2013 до н. э.  | Год после года, когда Гиртаб был разрушен mu us2-sa gir13-tabki ba-hul |
| 6 год 2013 / 2012 до н. э.  | Год, когда ложе для Инанны было сделано mu giszna2 dinanna ba-dim2 |
| 7 год 2012 / 2011 до н. э.  | Год, когда верховная жрица Нинурты был выбрана / была возведена в должность mu nin-dingir-dnin-urta ba-hun / ba-il2 |
| 8 год 2011 / 2010 до н. э.  | Год, когда город амореев был разрушен mu uruki mar-tu ba-hul |
| 9 год 2010 / 2009 до н. э.  | Год после года, когда город амореев был разрушен mu us2-sa uru mar-tu ba-hul |
| 10 год 2009 / 2008 до н. э. | Год, когда [Ишби-Эрра] осушил от воды новые поля mu a-sza3 gibil a-ta im-sza-du-a / im-ta-du-a |
| 11 год 2008 / 2007 до н. э. | Год, когда верховная жрица Ишкура (Адада) была возведена в должность mu nin-dingir-diszkur ba-il2 |
| 12 год 2007 / 2006 до н. э. | a Год, когда царь своей страны [Ишби-Эрра] построил великую городскую стену [в Исине, названную] Идиль-пашуну («Отражение их лиц») mu lugal ma-da-na-ke4 bad3 gal i-di3-il-pa2-szu-nu mu-du3 b Год, когда [Ишби-Эрра] построил великую городскую стену Исина mu bad3 gal i3-si-in-naki mu-du3 |
| 13 год 2006 / 2005 до н. э. | Год, когда Ишби-Эрра выбрал с помощью предзнаменования эн-габа-жреца Инанны mu en gab dinanna disz-bi-ir3-ra masz2-e i3-pad3 |
| 14 год 2005 / 2004 до н. э. | Год, когда [укрепление названное] Дур-либур-Ишби-Эрра было построено mu bad3 li-bur-disz-bi-ir3-ra ba-du3 |
| 15 год 2004 / 2003 до н. э. | Год после года, когда [укрепление названное] Дур-либур-Ишби-Эрра было построено mu us2-sa bad3 li-bur-disz-bi-ir3-ra ba-du3 |
| 16 год 2003 / 2002 до н. э. | Год, когда армии Кимаша и Элама были разбиты mu ugnim ki-masz u3 elam-e / nim-e bi2-in-ra |
| 17 год 2002 / 2001 до н. э. | Год после года, когда укрепление [названное] Иштар-таран-Ишби-Эрра («Ишби-Эрра любимый Иштар») было построено mu bad3 esz4-tar2-ta2-ra-am-disz-bi-ir3-ra ba-du3 |
| 18 год 2001 / 2000 до н. э. | Год, когда [царь Ишби-Эрра] сделал большие эмблемы для Энлиля и Нинурты mu giszszu-nir gal den-lil2 u3 dnin-urta-ra mu-ne-dim2 |
| 19 год 2000 / 1999 до н. э. | Год, когда укрепление [названное] Ишби-Эрра-рим-Энлиль («Ишби-Эрра любимый Энлилем») было построено mu bad3 disz-bi-ir3-ra-ri-im-den-lil2 ba-du3 |
| 20 год 1999 / 1998 до н. э. | Год, когда большая эмблема для Инанны [названная] Нин-меанки («Госпожа устоев неба и земли») была сделана mu nin-me-an-ki szu-nir gal dinanna ba-dim2 |
| 21 год 1998 / 1997 до н. э. | Год после года, когда большая эмблема Инанны [названная] Нин-меанки была сделана mu us2-sa nin-me-an-ki szu-nir gal dinanna ba-dim2 |
| 22 год 1997 / 1996 до н. э. | a Год, когда Эн-барази(?), дочь царя была выбрана по презнаменованию эгеситу-жрицей Ана (Ану) mu en-bara2-zi? dumu-munus lugal egi2-zi-an-na masz2-e i3-pad3 b Год, когда эгеситу-жрица была выбрана по презнаменованию mu egi2-zi-an-na masz2-e i3-pad3                                      |
| 23 год 1996 / 1995 до н. э. | Год, когда верховная жрица Лугаль-Марада была возведена в должность mu nin-dingir-dlugal-mar2-da ba-il2 |
| 24 год 1995 / 1994 до н. э. | Год, когда верховная жрица Нин-Килим была возведена в должность mu nin-dingir-dnin-kilim ba-il2 |
| 25 год 1994 / 1993 до н. э. | Год, когда первосвященница-энту Энлиля была возведена в должность mu en-den-lil2-la2 ba-il2 |
| 26 год 1993 / 1992 до н. э. | Год, когда [царь Ишби-Эрра] сделал помост под трон для Нинурты mu giszgu-za bara2 dnin-urta-ra mu-na-dim2 |
| 27 год 1992 / 1991 до н. э. | Год, когда [царь Ишби-Эрра], со своим сильным оружием подчинил Ур, в котором проживали эламиты mu elam / nim sza3 ur2iki-ma durun-a gisztukul kalag-ga-ni im-ta-e11 |
| 28 год 1991 / 1990 до н. э. | Год после года, когда [царь Ишби-Эрра], со своим сильным оружием подчинил Ур, в котором проживали эламиты mu us2-sa elam / nim sza3 ur2iki-ma durun-a gisztukul kalag-ga-ni im-ta-e11 |
| 29 год 1990 / 1989 до н. э. | Год, когда трон для Нинлиль был сделан mu giszgu-za dnin-lil2-la2 ba-dim2 |
| 30 год 1989 / 1988 до н. э. | Год, когда престолы для Нанна и Нингаль были сделаны mu giszgu-za dnanna dnin-gal ba-dim2 |
| 31 год 1988 / 1987 до н. э. | Год, когда верховная жрица Лугаль-Гирра / Лугаль-Ирра была возведена в должность mu nin-dingir-dlugal-gir3-ra / nin-dingir-dlugal-ir2-ra ba-il2 |
| 32 год 1987 / 1986 до н. э. | Год после года, когда верховная жрица Лугаль-Гирра / Лугаль-Ирра была возведена в должность mu us2-sa nin-dingir-dlugal-gir3-ra / nin-dingir-dlugal-ir2-ra ba-il2 |
| 33 год 1986 / 1985 до н. э. | Второй год после года, когда верховная жрица Лугаль-Гирра / Лугаль-Ирра была возведена в должность mu us2-sa us2-sa-bi nin-dingir-dlugal-gir3-ra / nin-dingir-dlugal-ir2-ra ba-il2 |
| a                           | Год, когда великолепный трон было сделано для Эн-… mu giszgu-za mah den-[] ba-dim2 |

| I династия Исина  |                                                                            |                   |
| Предшественник: — | царь Исина, царь Шумера и Аккада ок. 2018 — 1985 до н. э. (правил 33 года) | Преемник: Шуилишу |